# Lyx

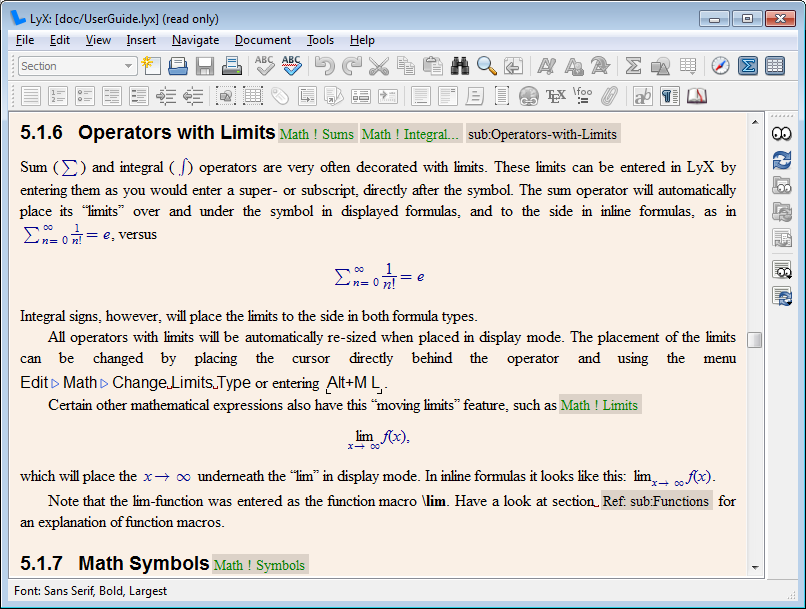
A Lyx szerkesztői kinézete

A LyX nyílt forráskódú, GNU General Public License alatt terjeszthető ingyenes szövegszerkesztő és dokumentumkészítő program. 1999. február 1-jén publikálta a The LyX Team.
A LaTeX alapú program rugalmas WYSIWYM (what you see is what you mean) szerkesztői felülettel rendelkezik: a szoftver alapbeállítása szerint fordítás után automatikusan olyan — professzionálisan formázott — kész dokumentumot gyárt, amelynek kinézete nagyjából hasonlít a szerkesztőben megjelenített forrásszövegre. A forrásban menürendszer és gombok segítségével lehet formázási utasításokat adni és a dokumentumkörnyezet beállításait módosítani, de lehetőség van közvetlenül LaTeX-kód beillesztésére is, és helyesírás-ellenőrzés is van. A speciális igényekhez szükséges LaTeX-csomagokat automatikusan letölti az internetről. A forrás fordítása után jellemzően PDF-dokumentum keletkezik, de lehetőség van többek között TEX- , XML- vagy HTML-dokumentum előállítására is. PDF-olvasó programmal bemutatható, elegáns előadási prezentációk is készíthetők vele. Windows, Mac OS X, Linux, UNIX, OS/2 és Haiku operációs rendszerek alatt érhető el. Magyar nyelven is használható.